# 凱拉·狄奧果笛
凱拉·伊莉莎白·狄奧果笛（Kara Elizabeth DioGuardi，1970年12月9日—），美國歌手、詞曲創作人以及專輯製作人。她曾與席琳·狄翁、陽光大衛、凱莉·克萊森、凱莉·安德伍、寶拉·阿巴杜以及美國偶像的其他評審等人合作過。凱拉並於2009年擔任美國偶像第八季的評審。

## 相關網站
- 官方網站（页面存档备份，存于）
- 凱拉·狄奧果笛粉絲家族
- 官方YouTube頻道（页面存档备份，存于）
- Kara DioGuardi在互联网电影资料库（IMDb）上的資料（英文）
- 凱拉·狄奧果笛的傳記